# اسوتلانا بابانینا
اسوتلانا بابانینا (روسی: Светлана Викторовна Бабанина؛ زادهٔ ۴ فوریهٔ ۱۹۴۳) شناگر اهل اتحاد جماهیر شوروی سوسیالیستی بود.
وی در مسابقات کشوری و بین‌المللی در مجموع برندهٔ ۱ مدال طلا، ۳ مدال برنز شده‌است.